# Hypoptopoma incognitum
Hypoptopoma incognitum är en fiskart som beskrevs av Aquino och Schaefer 2010. Hypoptopoma incognitum ingår i släktet Hypoptopoma och familjen Loricariidae. Inga underarter finns listade i Catalogue of Life.